# Bandiera dell'Armenia
La bandiera dell'Armenia consiste di tre bande orizzontali di uguali dimensioni. I colori sono (partendo dall'alto): rosso, blu e arancio. Esistono molte interpretazioni sul significato dei colori, ma la più accettata è quella dove il rosso simboleggia il sangue versato dagli armeni nella difesa della propria nazione, il blu simboleggia il cielo e l'arancio la terra fertile del Paese. La bandiera era originariamente quella ufficiale utilizzata durante la breve indipendenza che seguì la prima guerra mondiale, e venne ripristinata quando l'Armenia si separò dall'Unione Sovietica, con proporzioni cambiate. In lingua armena la bandiera è spesso chiamata Yeřaguyn, che significa "tricolore".

## Bandiere storiche

Stendardo della Dinastia artasside (I sec. a.C.)
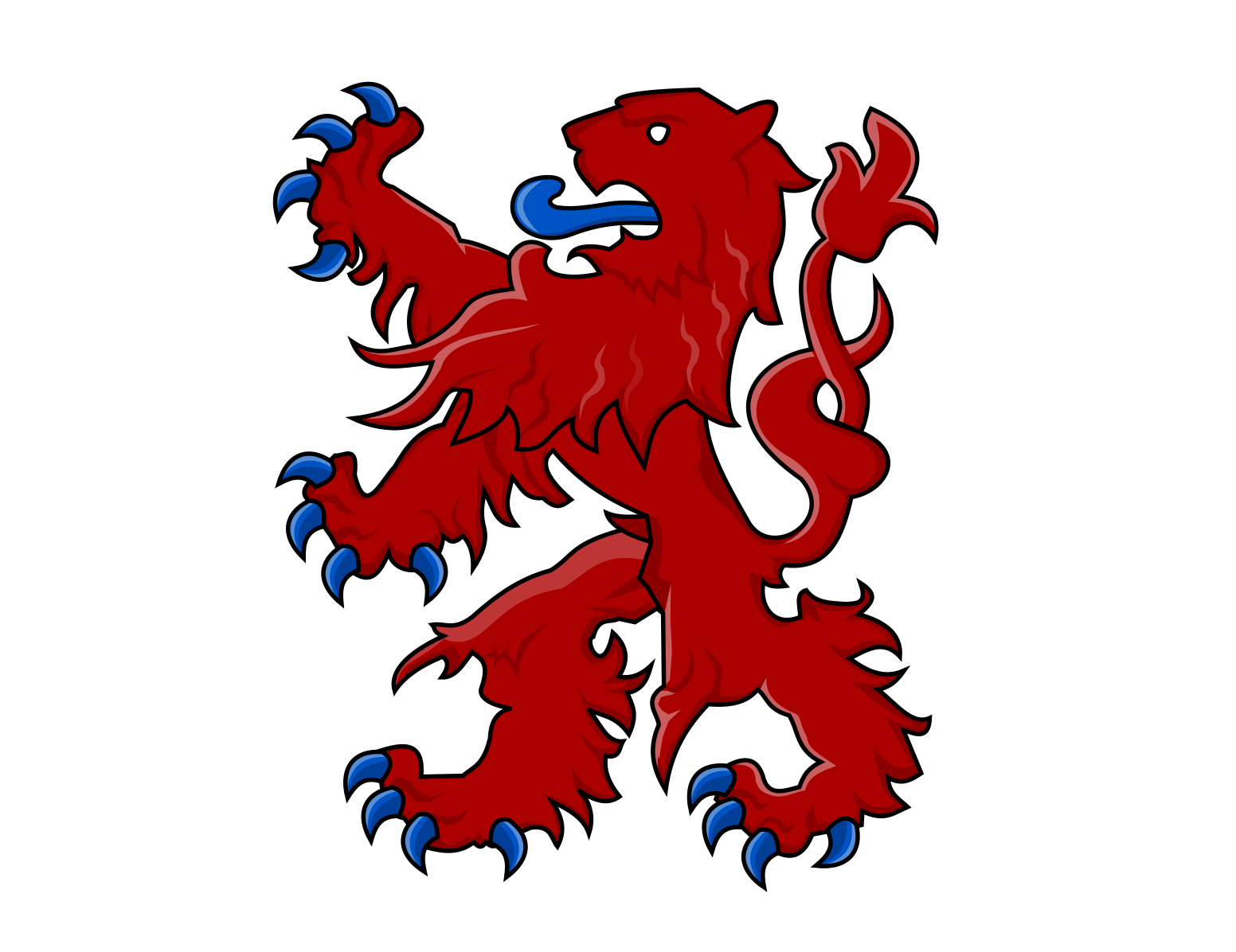
Bandiera del Regno armeno di Cilicia sotto i Rupenidi (1198-1219)
Bandiera armena del 1885, disegnata da Leonzio Alishan
Bandiera della Prima Repubblica di Armenia (1918-1922)
Bandiera della Repubblica Socialista Federativa Sovietica Transcaucasica (1922-1936)
Prima bandiera della RSS Armena (1936-1940)
Seconda bandiera della RSS Armena (1940-1952)
Bandiera dell'Armenia sovietica (1952-1991)

## Bandiere derivate

Bandiera della Repubblica dell'Artsakh, stato a riconoscimento limitato